# آیامه میزوشیما
آیامه میزوشیما (انگلیسی: Ayame Mizushima; ۱۷ ژوئن ۱۹۰۳ – ۳۱ دسامبر ۱۹۹۰) فیلم‌نامه‌نویس، و رمان‌نویس اهل ژاپن بود.